# NGC 2504
NGC 2504 je galaksija u zviježđu Malom psu.

## Vanjske poveznice
- SEDS: NGC 2504